# سنوريات الشكل
سنوريات الشكل (الاسم العلمي: Feliformia) هي رتيبة من الحيوانات تتبع طائفة الثدييات من شعبة الحبليات. وهي تضم القطط الحقيقية الكبيرة والصغيرة، والضباع، والنموس، وحيوانات الزباد.
تقسيم رتيبة آكلات اللحوم (Carnivora) إلى مجموعتين كبيرتين، القططيات (Feliforms) والكلبيات (Caniforms)، أمر مقبول على نطاق واسع، وكذلك تعريف هاتين المجموعتين كفصائل فرعية (و يُشار إليها أحيانًا بالفصائل العليا). إلا أن تصنيف القططيات ضمن رتيبة "Feliformia" أو تحت مجموعات منفصلة لا يزال يتطور.
التصنيفات النظامية التي تتعامل فقط مع الأنواع الحية تضم جميع القططيات في فصيلة القططيات الفرعية، على الرغم من وجود اختلافات في تعريف وتجميع الفصائل والأجناس. وفي الواقع، تشير سلالات النشوء الجزيئي إلى أن جميع القططيات الحية تشكل مجموعة وحيدة النشأة.
تختلف التصنيفات النظامية التي تتعامل مع كل من الأنواع الحية والمنقرضة بشكل أكبر. ويقوم البعض بتقسيم القططيات (الحية والمنقرضة) إلى إيلوروديا "Aeluroidea" (دون رتبة) و سنوريات الشكل (رتيبة). بينما يضم البعض الآخر جميع القططيات (الحية والمنقرضة و"المحتمل أن تكون أسلافًا") في فصيلة القططيات الفرعية. وتشير بعض الدراسات إلى أن تضمين "المحتمل أن تكون أسلافًا" ضمن القططيات (أو حتى آكلات اللحوم) قد يكون خاطئًا. أما الفصائل المنقرضة (†) فهي الأقل إشكالية من حيث علاقتها بالقططيات الحية (مع كون فصيلة النمرافيدات Nimravidae هي الأكثر إشكالية).

## الصفات

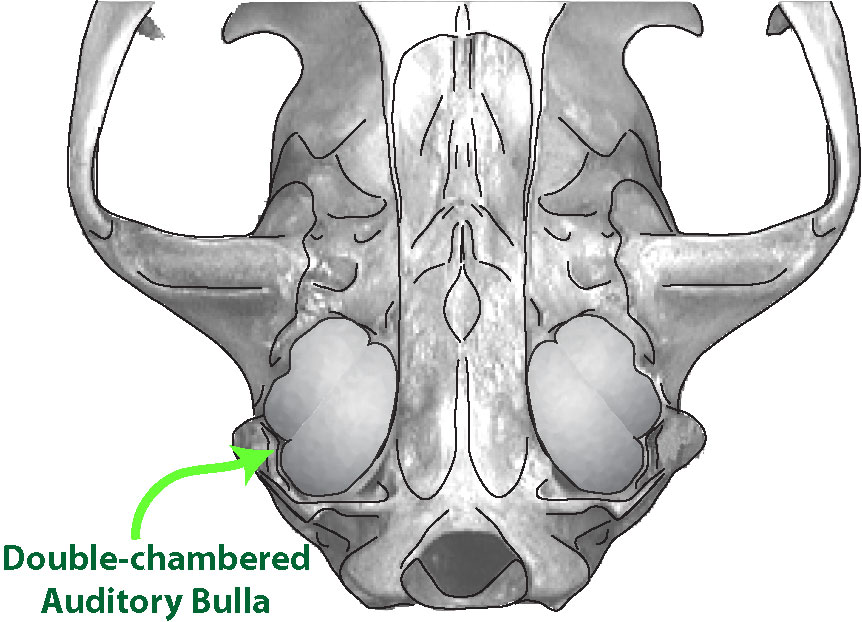
جمجمة سنوريات تظهر جزء طبلي ذات حجرتين

جميع السنوريات الموجودة تشترك في صفة مشتركة: جزء طبلي للعظم الصدغي. هذه خاصية تشخيصية رئيسية في تصنيف الأنواع على أنها سنورية مقابل آكلة اللحوم. في السنوريات، تكون البصلة السمعية ذات حجرتين، تتكون من عظمتين متصلتين بواسطة حاجز. تحتوي الحيوانات آكلة اللحوم على بصيلات سمعية ذات حجرة واحدة أو مقسمة جزئيًا، تتكون من عظمة واحدة. ومع ذلك، فإن هذه الميزة تشكل مشكلة لتصنيف النمرافيدات المنقرضة على أنها سنوريات. تُظهر أحافير النمرافيدات بصيلات متعظمة بدون حاجز، أو لا يوجد أي أثر على البصلة بأكملها. يُفترض أن لديهم غضروفية لإيواء آلية الأذن.
الخصائص المحددة للقوقعة الوجودية للسنوريات تشير إلى سلف مشترك، على الرغم من أنه لم يتم تحديد أي منها في السجلات الأحفورية. هناك خصائص أخرى تميز السنوريات عن الكلبيات وربما كانت موجودة في أصناف ساقها. ولكن، بسبب التشعب، لا تنطبق هذه الخصائص بشكل لا لبس فيه على جميع الأنواع الموجودة.
تميل السنوريات إلى أن يكون لها أنوف أقصر من الكلبيات، وأسنان أقل، وأضراس آكلة للحوم أكثر تخصصًا. تميل السنوريات إلى أن تكون أكثر آكلات اللحوم وهي عادة ما تكون صيادي كمين. تميل الكلبيات إلى أن تكون أكثر آكلات لكل شيء وأكثر اعتمادًا على الفرص المتاحة للتغذية. ومع ذلك، هناك أيضًا حيوانات سنورية آكلة لكل شيء، خاصة في فصيلة الزباديات.
العديد من السنوريات لديها مخالب قابلة للكشف أو قابلة للسحب جزئيًا والعديد منها شجرية أو شبه شجرية. تميل السنوريات أيضًا إلى أن تكون أكثر مشيّة على الأصابع (المشي على رؤوس الأصابع). معظم الكلبيات أرضية ولها مخالب غير قابلة للكشف.

## التصنيف
رتيبة: سنوريات الشكل (Feliformia) (آكلات اللحوم الشبيهة بالقططيات)
- فصيلة: النمرافيدات[الإنجليزية]† (Nimravidae) (قطط ذات أنياب زائفة)
- فصيلة: الباليوغال[الإنجليزية]† (Palaeogalidae)[13]
- دون رتبة: إيلوروديا[الإنجليزية] (Aeluroidea)
  - فصيلة: الزباد الأفريقي (Nandiniidae)
  - جنس: ألاغتسافباتار[الإنجليزية]† (Alagtsavbaatar)
  - جنس: أنيكتيس[الإنجليزية]† (Anictis)
  - جنس: أسيافوراتور[الإنجليزية]† (Asiavorator) (المفترس الآسيوي)
  - جنس: شاندغوليكتيس† (Shandgolictis)
  - فوق فصيلة: فِيلويدات (Feloidea)
    - فصيلة: السِّنَّوْرِيَّات (Felidae)
    - فصيلة: زباديات لنسنغ (Prionodontidae)
    - فصيلة: الباربوروفيليدات† (Barbourofelidae)
    - جنس: هَبلُوغَلِ† (Haplogale)
    - جنس: بالِيُوْبَرِيوْنُودُونْ† (Palaeoprionodon)
    - جنس: ستينوجالي† (Stenogale)
    - جنس: ستينوبليسيكتس† (Stenoplesictis)
    - جنس: †Viretictis

  - رتبة ثانوية: فيفيرويديا (Viverroidea)
    - فصيلة: الزباديات (Viverridae)
    - فوق فصيلة: هيربستويدات (Herpestoidea)
      - فصيلة: الفُلْنُوكِيَّات (Eupleridae)
      - فصيلة: النِمْسِيَّات (Herpestidae)
      - فصيلة: الضَبُعِيّات (Hyaenidae)
      - فصيلة: لوفوسيونيداي† (Lophocyonidae)
      - فصيلة: بيركروكوتيداي† (Percrocutidae)

تم تصنيف عائلة Stenoplesictidae كعائلة منقرضة متعددة العرق ضمن رتيبة سنوريات الشكل الشبيهة بالزباديات.